# Targuist
Targuist (en árabe: تارجيست‎, en lenguas bereberes: ⵜⴰⵔⴳⵉⵙⵜ en francés: Targuist) es una ciudad marroquí localizada en las montañas del Rif, en la provincia de Alhucemas. Se ubica en la carretera que une Alhucemas con Tetuán. La población según el censo de 2004 era de 11 560 habitantes.

## Geografía

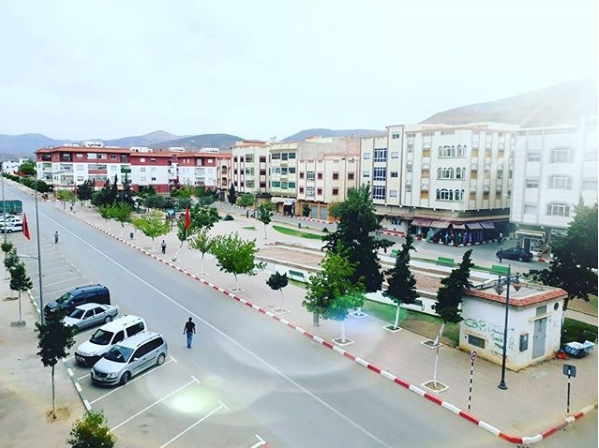
Centro de la ciudad

El contexto geográfico y climático de Targuist es el del norte de África con un clima mediterráneo que se caracteriza por veranos secos y calurosos, con temperaturas medias por encima de los 22 °C e inviernos húmedos y lluviosos, con temperaturas suaves. Esta provincia es muy rica en plantas tanto gimnospermas como angiospermas; destacando el alcornoque y los olivos y el romero y, en alguna zonas, el chaparral.
El agua se ha visto reducido drásticamente en los últimos años debido al crecimiento de la población y a las continuas migraciones de gente del campo a la ciudad en busca de una vida mejor. La ciudad se abastece de un gran lago que se encuentra en las afueras y que fue excavado hace varias décadas, a la vez que la ciudad empezaba a crecer. El agua no gusta a algunas personas por su característico sabor a cloro. Las carreteras (de dos carriles) que conectan con la ciudad están en muy mal estado. También hay diversos caminos que conectan con otros pueblos: Beni Gmil, Bab Da Biyad.
Targuist está en la latitud: 34,938°, longitud: -4,319°, y elevación: 1103 m, en las montañas del Rif. La topografía en un radio de 3 kilómetros de Targuist tiene variaciones muy grandes de altitud, con un cambio máximo de altitud de 526 metros y una altitud promedio sobre el nivel del mar de 1084 metros. En un radio de 16 kilómetros contiene variaciones muy grandes de altitud (1872 metros). En un radio de 80 kilómetros también contiene variaciones extremas de altitud (2448 metros). El área en un radio de 3 kilómetros de Targuist está cubierta de tierra de cultivo (38%), pradera (19%), arbustos (16%) y árboles (16%), en un radio de 16 kilómetros de tierra de cultivo (31%) y pradera (22%) y en un radio de 80 kilómetros de tierra de cultivo (29%) y agua (27%).
Clima
En Targuist, los veranos son cortos, calientes, áridos y mayormente despejados y los inviernos son largos, muy frío, mojados y parcialmente nublados. Durante el transcurso del año, la temperatura generalmente varía de 1 °C a 29 °C y rara vez baja a menos de -3 °C o sube a más de 33 °C. La temporada templada dura 2,6 meses, del 22 de junio al 10 de septiembre, y la temperatura máxima promedio diaria es más de 25 °C. El día más caluroso del año es el 30 de julio, con una temperatura máxima promedio de 29 °C y una temperatura mínima promedio de 16 °C.
La temporada fresca dura 4,1 meses, del 16 de noviembre al 21 de marzo, y la temperatura máxima promedio diaria es menos de 14 °C. El día más frío del año es el 18 de enero, con una temperatura mínima promedio de 1 °C y máxima promedio de 10 °C.

## Historia
La ciudad era la segunda capital (después de Axdir) durante la República del Rif. En esta ciudad Abd el-Krim fue encarcelado por los franceses en 1926 tras su rendición provocada por el Desembarco de Alhucemas.
Se dio a conocer en 2007, después de un escándalo de corrupción de la Real Gendarmería de Marruecos, filmado por un camarógrafo aficionado y transmitido en la plataforma de vídeos de YouTube. Está hermanada con Leganés.

## Lugares de interés

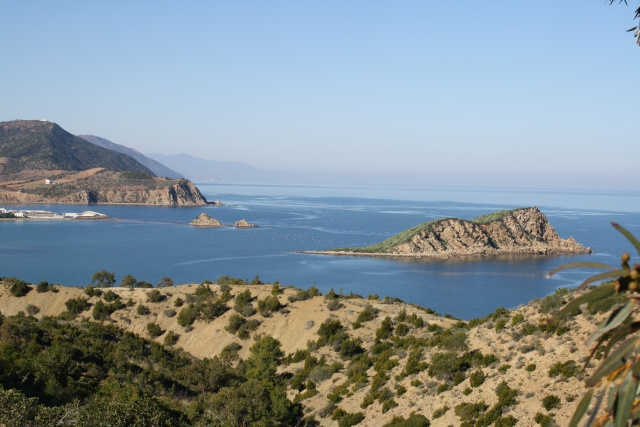
Cala Iris

La playa Cala Iris se encuentra a 30,30 km al norte de Targuist, en la costa mediterránea. Cala Iris se encuentra en el límite del Rif Central y el Rif Occidental, los habitantes de Targuist lo ven como una playa paradisíaca, conocida por su limpieza, pequeños islotes y aguas color turquesa. El Bosque Tizi-ifri ubicado a 1799 metros sobre el nivel del mar y a 28 km de la ciudad de Targuist, el lugar más popular para los picnics, es conocido por su diversidad florística, su clima fresco,sus fuentes de agua potable y sus preciosos animales.

## Naturales de la localidad
- Moestafa El Kabir. Futbolista nacido el 5 de octubre de 1988.[4]
- Mohamed Auajjar. Ministro de Justicia desde el 5 de abril de 2017, nacido en 1959